# Le Bourg-d’Iré
Le Bourg-d’Iré ist eine Ortschaft und eine Commune déléguée in der französischen Gemeinde Segré-en-Anjou Bleu mit 810 Einwohnern (Stand: 1. Januar 2022) im Département Maine-et-Loire in der Region Pays de la Loire. Die Einwohner werden Bourg-d’Iréens genannt.
Die Gemeinde Le Bourg-d’Iré wurde am 15. Dezember 2016 mit 14 weiteren Gemeinden, namentlich Aviré, La Chapelle-sur-Oudon, Châtelais, La Ferrière-de-Flée, L’Hôtellerie-de-Flée, Louvaines, Marans, Montguillon, Noyant-la-Gravoyère, Nyoiseau, Sainte-Gemmes-d’Andigné, Saint-Martin-du-Bois, Saint-Sauveur-de-Flée und Segré zur neuen Gemeinde Segré-en-Anjou Bleu zusammengeschlossen. Sie gehörte zum Arrondissement Segré und zum Kanton Segré.

## Geographie
Le Bourg-d’Iré liegt rund 40 Kilometer nordwestlich von Angers am Verzée. 

## Bevölkerungsentwicklung
| Jahr                       | 1962 | 1968 | 1975 | 1982 | 1990 | 1999 | 2006 | 2013 |
| Einwohner                  | 978  | 915  | 911  | 851  | 782  | 724  | 784  | 870  |
| Quellen: Cassini und INSEE |      |      |      |      |      |      |      |      |

## Sehenswürdigkeiten
- Kirche Saint-Symphorien aus dem 17. Jahrhundert
- Kapelle La Douve
- Schloss La Mabouillière aus dem 19. Jahrhundert
- Schloss La Douve aus dem 19. Jahrhundert
- Schloss Bellevue

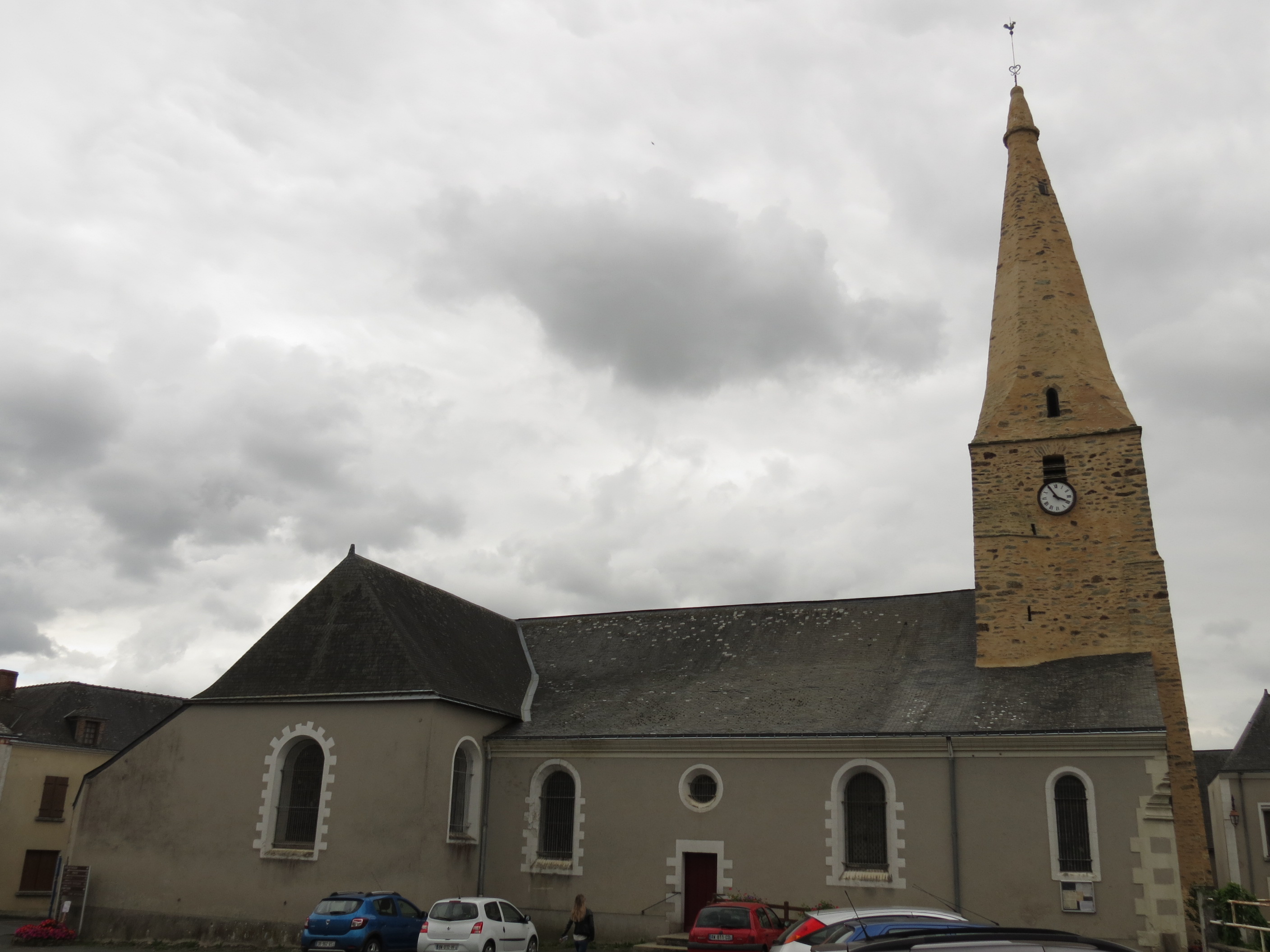
Kirche Saint-Symphorien
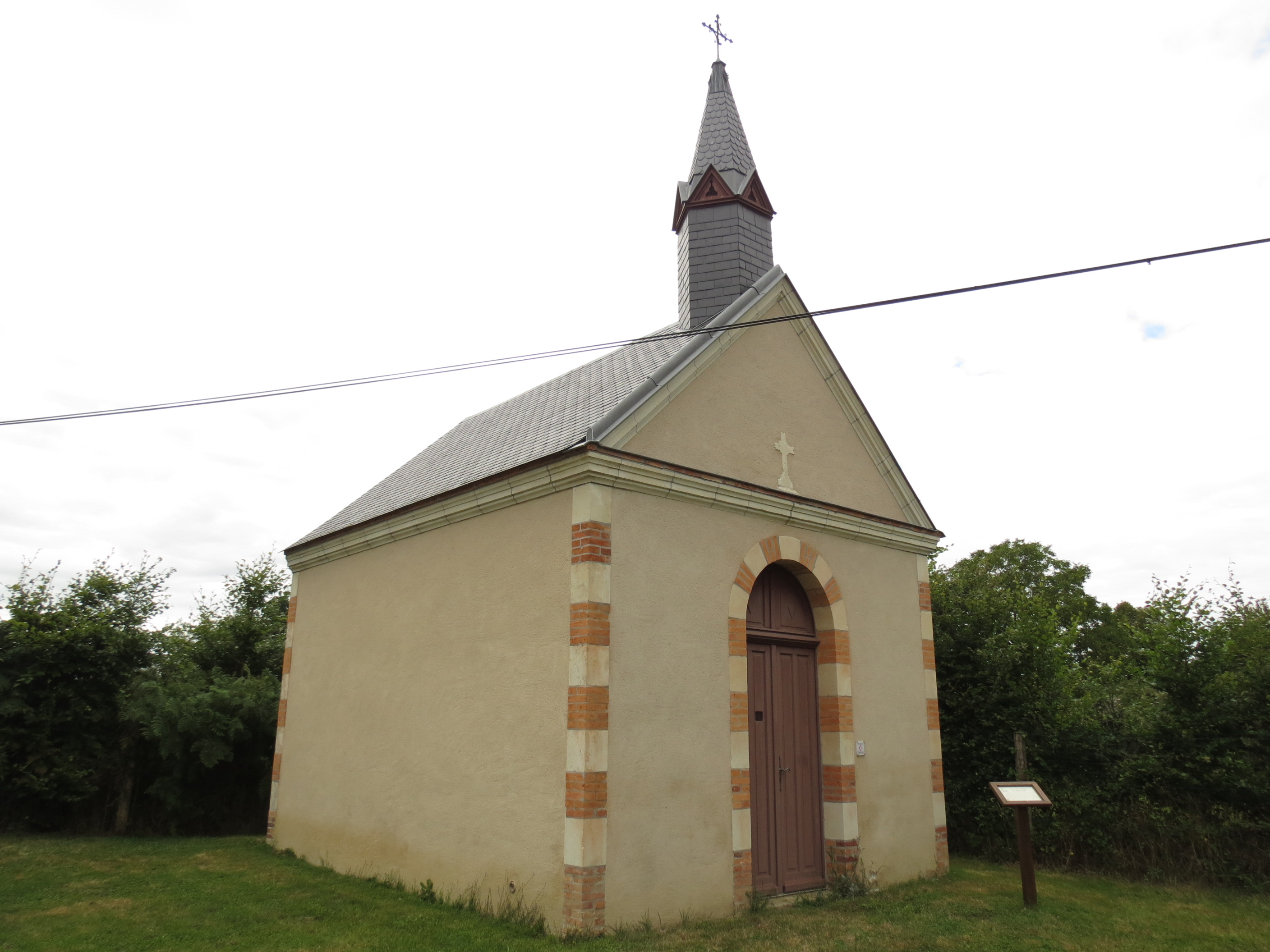
Kapelle La Douve
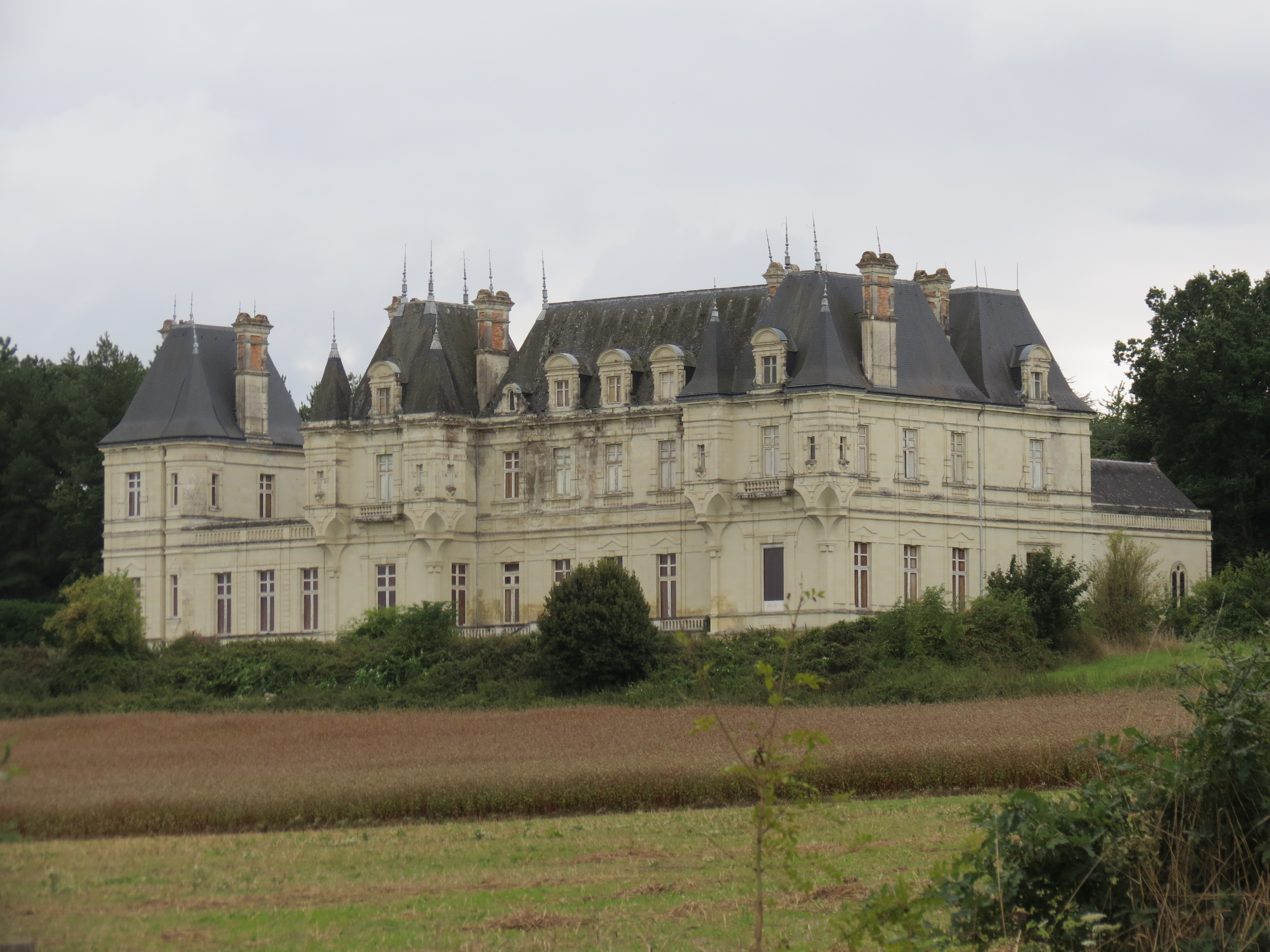
Schloss La Mabouillière
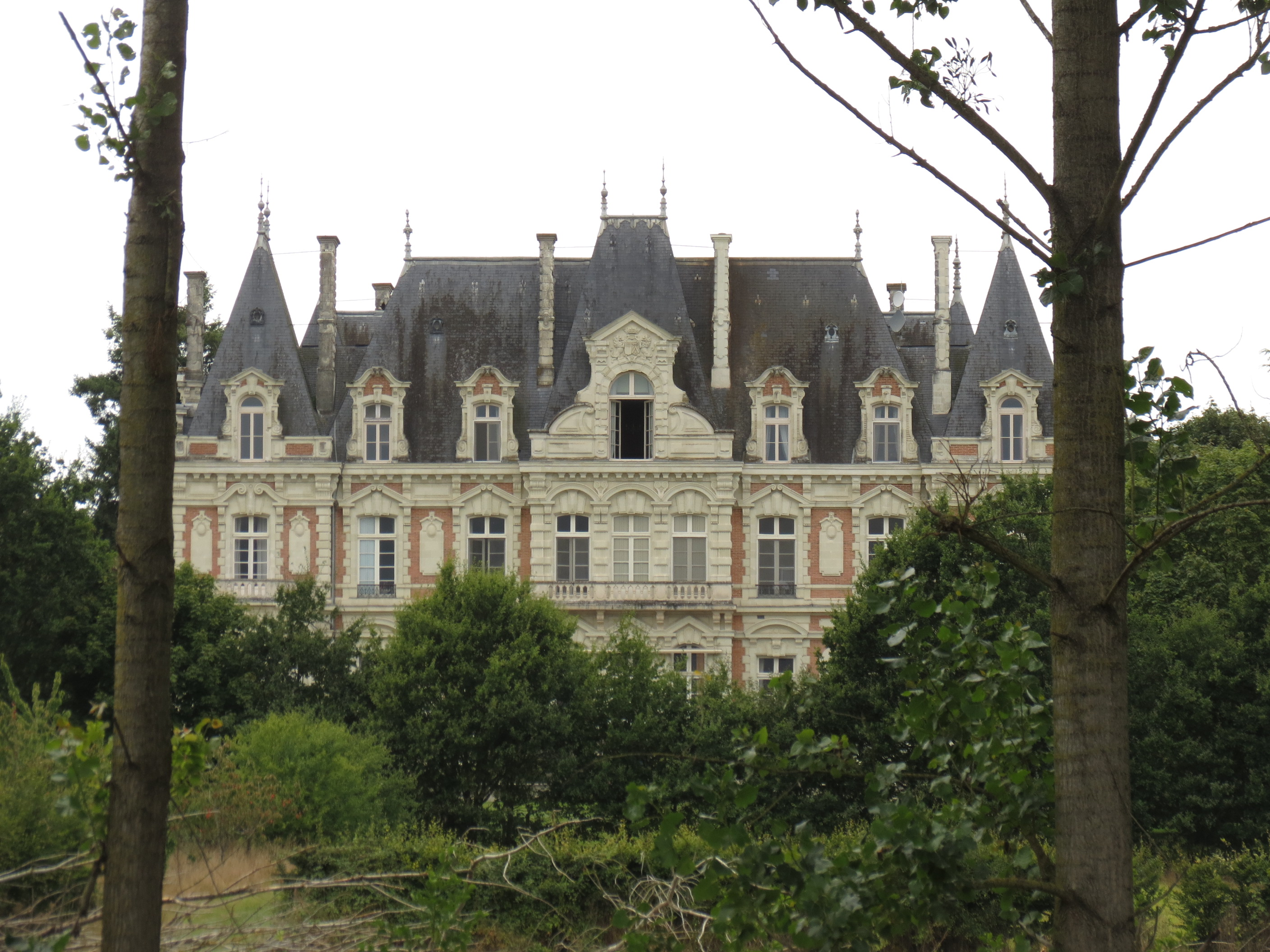
Schloss La Douve

## Persönlichkeiten
- Alfred de Falloux (1811–1886), Minister und Mitglied der Académie française
- Frédéric de Falloux du Coudray (1815–1884), Kardinal
- Père Marie-Benoît (bürgerlich: Pierre Péteul, 1895–1990), Geistlicher